# 政井貴子
政井 貴子（まさい たかこ、1965年3月8日 - ）は、日本の実業家、SBI金融経済研究所取締役理事長。日本銀行政策委員会審議委員、新生銀行執行役員 市場営業本部市場調査室長、新生銀行執行役員 金融調査部長などを歴任した。愛媛県出身。
本名は西田貴子（にしだたかこ）。国会や辞令などでは西田姓が使用されている。
　

## 経歴
愛媛県今治市出身。愛媛県立今治西高等学校を経て、実践女子大学文学部を卒業後、1988年、ノヴァ・スコシア銀行東京支店に入行。2007年、法政大学大学院経営学研究科修士課程修了後、新生銀行キャピタルマーケッツ部部長に就任。2013年、同銀行の執行役員となった。
2016年4月19日、安倍内閣が6月29日で任期満了となる石田浩二審議委員の後任に、新生銀行執行役員の政井を起用する人事案を国会に提示。5月12日、衆議院で採決が行われ賛成多数で同意。5月13日、参議院で採決が行われ賛成多数で同意した。
2016年6月30日、日本銀行政策委員会審議委員に就任。
2021年6月29日、日本銀行政策委員会審議委員を任期満了により退任。

## 略歴

### 学歴
- 1988年3月実践女子大学文学部卒業
- 2007年3月法政大学大学院経営学研究科修士課程修了

### 職歴
- 1988年11月 ノヴァ・スコシア銀行東京支店入行
- 1989年7月 トロント・ドミニオン銀行東京支店
- 1998年3月 クレディ・アグリコル・インドスエズ銀行東京支店
- 2004年1月 カリヨン銀行東京支店
- 2007年5月 新生銀行キャピタルマーケッツ部部長
- 2011年4月 新生銀行 市場営業部部長
- 2011年10月 新生銀行 市場営業本部部長
- 2013年4月 新生銀行執行役員 市場営業本部市場調査室長
- 2015年7月 新生銀行執行役員 金融市場調査部長
- 2016年4月 新生銀行執行役員 金融調査部長
- 2016年6月30日 日本銀行政策委員会審議委員[3]
- 2021年6月29日 日本銀行政策委員会審議委員を退任
- 2021年6月30日 SBI金融経済研究所取締役[6]
- 2021年7月1日 三菱ケミカルホールディングス社外取締役[7]、飛島建設社外取締役[8]
- 同年8月 SBI金融経済研究所代表理事、ブラックロックジャパン社外取締役
- 2022年8月 実践女子大学客員教授
- 2024年6月 川崎汽船社外取締役[9]

## 日銀政策委員会審議委員として
2016年6月30日、審議委員に就任。
就任後、初めて出席した2016年7月28日・29日の金融政策決定会合では、量的・質的金融緩和政策、マイナス金利を適用する金利政策、ETF（上場投資信託）買入れ額を倍増する金融緩和の強化に賛成した。
2021年6月29日、審議委員を任期満了により退任。